# Holger Thomas
Pour les articles homonymes, voir Thomas et Thomas (nom de famille).
Holger Thomas (né le 18 juillet 1956 à Wilhelmshaven) est un chanteur et animateur de radio allemand.

## Biographie
Pendant l'été 1976, le mécanicien automobile remporte le concours du magazine Bravo. Il reçoit un contrat d'enregistrement. Bien qu'il préfère les Rolling Stones, Led Zeppelin et Deep Purple, il se laisse tenter par le schlager. Il signe avec CBS et a pour producteur Dieter Zimmermann (Costa Cordalis, Ricky Shayne, Roberto Blanco, Ingrid Peters...). Son premier titre, Hey, Disco Queen, sort à la fin de l'automne 1976. À la mort de Dieter Zimmermann en 1978, Didi Zill reprend les artistes qu'il produisait jusqu'à la fin de CBS. Il sort Ein Leben lang in den Liverpool Docks, adaptation de Liverpool Docks de Smokie. Thomas ne revient que dans les meilleures ventes en 1982 avec Zieh doch aus, une reprise de Secret Lies de Chilly, paru chez Polydor. Thomas part à Munich et se produit dans les boîtes de nuit. Il revient ensuite dans le nord de l'Allemagne.
En 1983, il participe au concours de sélection pour représenter l'Allemagne au Concours Eurovision de la chanson avec le titre Mein Hit heißt Susi Schmidt. À la suite d'un autre bide dans le Hit-Parade de la ZDF, il met fin à sa carrière dans le schlager. En 1985, il devient animateur pour NDR 1 Welle Nord jusqu'en 2000 en faisant des émissions où il est un zoïle de la musique contemporaine et voue un culte à celles des années 1970. Il tente un retour infructueux à la chanson en 1989.

## Discographie
Singles
- 1976 : Hey, Disco Queen (CBS)
- 1977 : Als der Sommer kam (version allemande de In the Zumzumzummernight de Harpo, CBS)
- 1977 : Rock 'N' Roll Rhapsody (CBS)
- 1977 : Ein paar Jeans und meine Gitarre (CBS)
- 1978 : Er hat 'ne Punk-Rock-Band in Oberhausen (CBS)
- 1978 : Ein Leben lang in den Liverpool Docks (version allemande de Liverpool Docks de Smokie, CBS)
- 1979 : Karneval im Hinterhaus (version allemande de Sea Cruise de Huey "Piano" Smith, CBS)
- 1980 : Mir geht die Puste aus (Philips)
- 1982 : Laß' uns fliehen (Polydor)
- 1982 : Zieh doch aus (version allemande de Secret Lies de Chilly, Polydor)
- 1983 : Marie, Marie… (version allemande de Marie, Marie des Olsen Brothers, Polydor)
- 1983 : Mein Hit heißt Susi Schmidt (Polydor)
- 1989 : Leih' mir deine Liebe (Extra Records)